# شهرستان تام گرین (تگزاس)
شهرستان تام گرین، تگزاس (به انگلیسی: Tom Green County, Texas) یک سکونتگاه مسکونی در ایالات متحده آمریکا است که در تگزاس واقع شده‌است.

## خصوصیات
شهرستان تام گرین ۳٬۹۹۱٫۱۹ کیلومترمربع مساحت دارد.